# Laban (Bibeln)

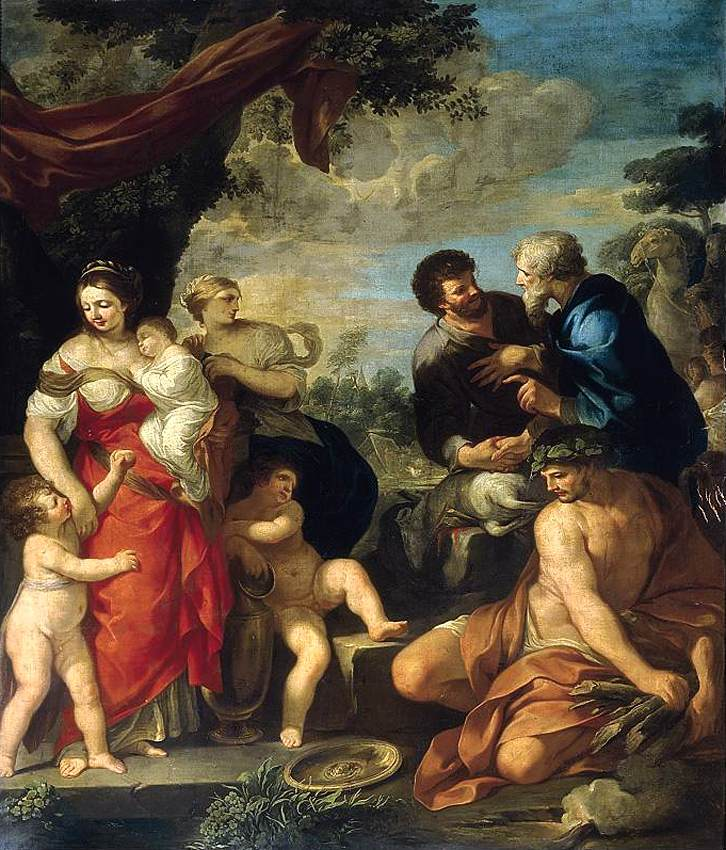
Jakob och Laban försonas. Målning av Ciro Ferri.

Laban (hebreiska לָבָן, "vit") var enligt Första Moseboken bror till Rebecka och far till Lea och Rakel samt morbror och svärfar till Jakob. Han härstammade från Haran i Mesopotamien och var även kusinbarn till Isak.
Första gången Laban dyker upp i den bibliska berättelsen är när Abrahams tjänare kommer till Haran för att söka en hustru till Abrahams son Isak. Labans syster Rebecka väljs ut och får dyrbara gåvor, vilket imponerar på Laban.
Många år senare söker Isaks och Rebeckas son Jakob upp Laban - även han i syfte att hitta en livskamrat som har samma tro som han själv. Jakob blir genast förälskad i Labans yngre dotter Rakel och lovar att arbeta i sju år hos Laban om han sedan får gifta sig med henne, Men Laban lurar Jakob och byter ut Rakel mot sin äldre dotter Lea, som inte är lika vacker. Han försvarar sig med att det inte är sed i landet att den yngre dottern gifter sig före den äldre, Mot ett löfte att arbeta ytterligare sju år får Jakob även gifta sig med Rakel.
När Jakobs fjorton år i Labans tjänst vill han bege sig iväg med sin stora familj, men Laban hindrar honom. De kommer då överens om att Jakob ska få behålla alla ”spräckliga och brokiga” djur bland fåren och getterna. Efter ytterligare sex år har det gjort att Jakob kan lämna Haran som en rik man till Labans stora förtret.